# Шотемор, Шириншо Шириншоевич
Шириншо Шириншоевич Шотемор (тадж. Шириншо Шириншоевич Шотемур; 3 сентября 1932, Лопасня, РСФСР, СССР — 3 июня 2020, Москва) — советский и российский врач-рентгенолог, кандидат медицинских наук, доцент, зав. отделением лучевой диагностики и томографии Бо́ткинской больницы города Москвы:

История Боткинской больницы — это во многом история великих врачей, которые в ней работали с момента основания в 1910… Шириншо Шириншоевич стоял у истоков формирования службы лучевой диагностики, включая традиционную рентгенографию, КТ и МРТ в Боткинской больнице <…> являлся уникальным специалистом в области лучевой диагностики с большим кругом профессиональных интересов. …блестяще читал лекции, которые собирали огромные аудитории, создал настоящую школу практических рентгенологов. Не было ни одной диагностической задачи, которую бы он не смог решить.

## Биография
Родился 3 сентября 1932 года, в селе Лопасня (ныне город Чехов), РСФСР в 75 км от Москвы в интернациональной семье. Отец — Шотемор Шириншо (1899—1937) — выдающийся политический, партийный и государственный деятель Таджикской ССР, председатель Центрального Исполнительного Комитета (ЦИК) Таджикской ССР (1933—1937), один из основоположников Таджикской ССР. Таджик по национальности. Мать — Киселёва Александра Михайловна (1900—1944) — русская, родом из-под села Лопасня, была сослана в Сибирь, дети остались с бабушкой.
Он учился в школе (c 1940), где теперь располагается Музей-заповедник Лопасня-Зачатьевское, у известного российского историка и краеведа Алексея Михайловича Прокина:

В школе я был круглым отличником. Я был всегда лучшим учеником в школе. У меня были отличные учителя. До седьмого класса я учился в красной школе (эта школа была выстроена из красного кирпича), затем перешел в белую. В здании белой школы раньше жила жена А. С. Пушкина Наталья Гончарова. Школа стояла на самом краю Лопасни, рядом с ней была старая церковь XVII века. Ходить туда было, конечно, далеко. Зимой холодно, пока дойдешь, замерзнешь. Мы ходили пешком, автобусов тогда не было совсем. Поскольку в ближайшем Подмосковье не было театров, выставок, мы ездили в Москву. <…> Время моей учебы в школе совпало с военными годами. <…> Первый пять лет я учился во время войны.

В 1949 году первый раз попытался поступить на исторический факультет Московского университета, но тогда не прошёл по конкурсу, затем на следующий год поступил в 1-й Московский медицинский институт им. И. М. Сеченова (1950—1956), после распределения работал в посёлке Ягодный — райцентре Ягоднинского района Магаданской области, где прошёл в качестве врача-рентгенолога дополнительную подготовку рентгенодиагностики в Ягоднинской районной больнице (1956—1961). В 1961 году поступил в аспирантуру Центрального ордена Ленина Института усовершенствования врачей (ЦИУВ) города Москвы (1961—1964). 
В 1967 году защитил кандидатскую диссертацию «Опыт клинико-рентгенологических и томографических сопоставлений при острых пневмониях», с этой целью по окончании аспирантуры его оставили работать на кафедре рентгенологии и радиологии в должности ассистента, а в 1974 году Шириншо Шотемору было присвоено учёное звание доцента.
После аспирантуры работал в «5-й городской больнице города Москвы» (с 1964 года). Затем перешёл в Городскую клиническую больницу имени Сергея Петровича Боткина, в которой проработал заведующим отделением лучевой диагностики и томографии до 2012 года, «многие рентгенологи и даже клиницисты Боткинской больницы (хирурги, травматологи, неврологи и др.) по праву могут считать его своим учителем»:

… Он более полувека работал в московской больнице имени Боткина, где долгие годы заведовал отделением лучевой диагностики и томографии. Доктор Шотемор, один из первых в СССР стал осваивать компьютерную томографию. Именно по его книгам и статьям рентгенологи страны (Советского Союза и современной России) осваивали новую технологию.

Являлся автором более 120 опубликованных научных трудов и 2 монографий, являлся членом редакционной коллегии журнала «Вестник рентгенологии и радиологии», в совершенстве владел немецким и английским языками, «перевёл 7 книг с европейских языков»:

… в Гамбург, ездил выбирать аппаратуру для нового корпуса. <…> Компьютерный томограф был куплен для Боткинской больницы. <…> поставили в рентгеновском кабинете, <…> объяснял, что его нужно установить, как можно скорее, ведь это очень дорогой аппарат, <…> из своей небольшой зарплаты давал деньги <…> установил томограф. <…> С того времени, в 1991 г. он работал на компьютерном томографе. Потом были установлены второй компьютерный томограф (КТ) и аппарат магнитно-резонансной томографии (МРТ). Ш. Шириншоевич 10 лет заведовал отделением диагностики и томографии. Сейчас его работу продолжают его ученики и коллеги. <…> всю жизнь приходилось новое осваивать, я читал лекции, целый лекционный курс читал, вёл практические занятия в нашем Институте усовершенствования врачей, где обучающиеся назывались курсантами. Набор был со всего Советского Союза, в том числе из Таджикистана. Тогда в Таджикистане был главный рентгенолог Шлемович Семён Абрамович, он тоже был моим курсантом. Сейчас-то его нет в живых, он был старше меня.

Умер 3 июня 2020 года:

…Его любили и уважали за его высокий профессионализм, трудолюбие и доброжелательность <…> был широко известен в СССР и России из-за его многолетней преподавательской и просветительской деятельности <…> много переводил. В частности, Шириншо Шириншоевич был переводчиком знаменитой книги «Спиральная и мультиспиральная компьютерная томография» <…> которая долгие годы была и остается настольным руководством по КТ <…> учитель и наставник, он вырастил и воспитал множество врачей-рентгенологов <…> вспоминают о нем с любовью и благодарностью.

## Член редколлегий научных журналов и участие в международных конгрессах и съездов
- Член редакционной коллегии журнала «Вестник рентгенологии и радиологии» (1972—2012)[14],
- Участник Европейского конгресса радиологов и рентгенологов в Вене и в Германии[2]
- Участник Всесоюзного съезда рентгенологов и радиологов в Эстонии (Таллин)[5][6][10][14][15].

## Семья
- Отец — Шотемор Шириншо (1.12.1899—27.10.1937, Москва) — государственный, военный, политический и партийный деятель, председатель военно-политической тройки на Памире (10.1922—08.1923), председатель Памирского революционного комитета (1922—08.1923), в Секретариате СНК Туркестанской АССР (08.1923—06.1924), инструктор Таджикского бюро Подотдела национальных меньшинств Агитационно-пропагандистского отдела ЦК КП(б) Туркестана (06—10.1924), один из ключевых организаторов создания Таджикской АССР, член Президиума Таджикского революционного комитета (12.1924—12.1926), комиссар Рабоче-крестьянской инспекции Таджикского революционного комитета (12.1924—07.1926) и уполномоченный ЦКК КП(б) Узбекской ССР по ТаджАССР (24.03.1925—07.1927), руководил операциями по уничтожению басмачей и их сообщников в ТаджССР, народный комиссар финансов ТаджАССР (12.1926—07.1927), постоянный представитель ТаджАССР при ЦИК УзбССР (12.1926 — 07.1927), ответственный секретарь Таджикского обкома КП(б) УзбССР (10.02—25.11.1929), ответственный секретарь ЦК КП(б) Таджикистана (25.11.1929—02.1930), 2-й секретарь ЦК КП(б) Таджикистана (02.1930—10.7.1932), председатель ЦИК ТаджССР (28.12.1933—07.1937)[6][11]. Указом президента Республики Таджикистан Эмомали Рахмона от 27 августа 1999 г. награждён орденом Дружбы; 9 сентября 2006 г. присвоено звание «Герой Таджикистана» (посмертно)[12][10], на Памире в ГБАО в Хороге и родном селении Поршинев ему установлен памятник[2][13].
- Бабушка — Киселёва Евдокия Васильевна (1874—1961) — подмосковная крестьянка, Шириншо и Рустам оказались у неё, когда родителей арестовали, они прожили с бабушкой всю войну[2][6].
- Сестра матери — Киселёва Антонина Михайловна — эвакуирована из-под г. Торжка Калининской области, весной 1945 г. приехала из Тверской области навестить племянников, обнаружила отсутствие у них продуктов питания дома, решила, что оставлять детей нельзя, переехала к ним[2][6].
- Мать — Киселёва Александра Михайловна (1900—1944) — русская, родом из-под села Лопасня, была сослана в Сибирь[10], 2,5 года сидела в следственной тюрьме, после 1943 года, по причине войны, ей не разрешили поселиться вместе с матерью и детьми. Скончалась у сестры под Кашином от кровоизлияния в мозг в начале июля 1944 г. Реабилитирована ВКВС СССР 11.08.1956 посмертно[2][6][12].
- Брат — Шотемор Рустам Шириншоевич (Рустам Артурович Авотын) (1936—2020) — в начале 1950-х друзья семьи поменяли ему имя и отчество из-за поступления в авиационный институт[6], чтобы не было препятствий по политическим причинам. Работал на военном секретном заводе по части самолётостроения, затем там же в системе службы охраны и безопасности[12][16].
- Жена — Шотемор Людмила Георгиевна (род. 09.12.1930) — до пенсии работала учительницей истории. «Мы с ней учились в одной школе и даже в одном классе. У нас была золотая свадьба, мы жили вместе 60 лет».
- Сын — Шириншо (род. 1958)[5].

## Избранные сочинения, переводы и некоторые публикации
- Белова, Елена Алексеевна, <…> Шотемор, Шириншо Шириншоевич. Лучевая диагностика заболеваний костей и суставов / Гл. ред. академик РАМН С. К. Терновой; Ответ. ред. А. К. Морозов; Научное редактирование: В. Д. Завадовская, Ш. Ш. Шотемор; Ассоц. медицинских обществ по качеству (АСМОК). — М.: ГЭОТАР-Медиа, 2016. — 821 с. — (Национальные руководства по лучевой диагностике и терапии / гл. ред. акад. РАМН С. К. Терновой). — 1500 экз. — ISBN 978-5-9704-3559-5. Российская государственная библиотека.
- Шотемор, Шириншо Шириншоевич. Путеводитель по диагностическим изображениям: (Показания. Возможности. Пределы) : Справочник практического врача / Ш. Ш. Шотемор. — М.: Сов. спорт, 2001. — 396 с. — (Медицинская радиология и рентгенология — Лучевая диагностика — Пособие для специалистов; Общая диагностика — Клинические методы исследования — Инструментальные методы исследования — Пособие для специалистов; Ультразвук в медицинской диагностике). — 3000 экз. — ISBN 5-85009-638-8. Российская государственная библиотека.
- Шотемор, Шириншо Шириншоевич. Клиническая рентгенодиагностика метаболических заболеваний скелета : (Лекция) / Ш.Ш. Шотемор. — М.: ЦОЛИУВ, 1982. — 50 с. — (В надзаг.: Центр. ин-т усоверш. врачей Скелет человека — Обмен — Расстройства). Российская государственная библиотека.
- Шотемор, Шириншо Шириншоевич. Рентгеносемиотика доброкачественных опухолей костей : [Учеб. пособие] / Ш.Ш. Шотемор; Центр. ин-т усоверш. врачей. — М.: ЦОЛИУВ, 1985. — 50 с. — (Опухоли костей — Диагностика рентгенологическая — Учебники и пособия). Российская государственная библиотека.
- Матиас Прокоп, Шириншо Шириншоевич Шотемор, Михаэль Галански, Александр Васильевич Зубарев. Спиральная и многослойная компьютерная томография / Ш. Ш. Шотемор. — 3. — М.: МЕДпресс-информ, 2011. — Т. 2. — 710 с. — ISBN 9785983227408. ISBN 5983227408 Предназначено для студентов медицинских вузов, а также для врачей, проходящих послевузовскую профессиональную подготовку.
- Виктор Н., Кассар-Пулличино Х. И., Шотемор Ш. Ш. Спинальная травма в свете диагностических изображений: пер. с англ / Ш. Ш. Шотемор. — М.: МЕДпресс-информ, 2009. — 263 с. — ISBN 9785983227408. ISBN 5983225308
- Долидзе Д. Д., Мумладзе Р. Б., Лебединский И. Н., Шатемор Ш. Ш., Варданян А. В., Багателия З. А., Оганян А. Р. Рак паращитовидной железы в сочетании с тиреоидной аденомой // Анналы хирургии. — ДВГМУ, 2004. — С. 79—80.; Національна наукова медична бібліотека України.
- КТ- и МРТ- визуализация головного мозга [Текст]: подход на основе изображений = Brain imaging with MRI and CT (978-0-521-11944-3) / под ред. Зорана Румболдта [и др.]; пер. с англ.: [Ш. Ш. Шотемор]. — М.: МЕДпресс-информ, 2016. — 423 p. — (Головной мозг — Болезни — Томография). — 1000 экз. — ISBN 978-5-00030-333-7. Здравоохранение. Медицинские науки — Невропатология — Болезни нервной системы — Болезни центральной нервной системы — Болезни головного мозга — Лучевая диагностика — Томография — Пособие для специалистов. Российская государственная библиотека.
- Мёллер, Торстен Б. Норма при рентгенологических исследованиях : [иллюстрированный справочник] / Торстен Б. Мёллер; перевод с немецкого: Ш. Ш. Шотемор под общей редакцией Ш. Ш. Шотемора. — 5-е. — М.: МЕДпресс-информ, 2022. — 288 с. — 1000 экз. — ISBN 978-5-907504-13-4. Здравоохранение. Медицинские науки — Лучевая диагностика — Рентгенодиагностика — Справочники для врачей. Российская государственная библиотека.
- Роговин М. С., Соловьев А. В., Урванцев Л. П., Шатемор Ш. Ш. Структура психики и проблемы познания // Вопросы философии. — 1977. — № 4. — С. 75—87.
- Шотемор Ш. Ш. Некоторые публикации. — (Автор: Шотемор, Шириншо Шириншоевич).
- Некоторые публикации / Ш. Ш. Шотемор. — (Рентгенодиагностика).

### Комментарии
1. ↑  «…детство у нас с мл. братом Рустамом, пока мне исполнилось 5 лет было беззаботное, с ноября до начала мая мы жили в Сталинабаде (было очень жарко) на улице Орджоникидзе, на лето приезжали в Москву на (квартиру) Большой Пироговской улице или у бабушки в селе Лопасне. … Мама закончила институт востоковедения, потом училась в аспирантуре Института внешней торговли».
2. ↑  Александра Михайловна Киселёва два с половиной годы сидела в следственной тюрьме, 11 августа 1956 г. А. М. Киселёва и её муж Ш. Шотемор были посмертно реабилитированы ВКВС СССР за отсутствием состава преступления.
3. ↑  Кафедра рентгенологии и радиологии расположена по адресу 2-й Боткинский проезд, д. 7, г. Москва.
4. ↑  Синицын Валентин Евгеньевич — профессор, доктор медицинских наук, зав. кафедрой лучевой диагностики и терапии Факультета фундаментальной медицины МГУ им. М. В. Ломоносова, президент Российского общества рентгенологов и радиологов (РОРР).